# Austriacki Medal Olimpijski
Austriacki Medal Olimpijski (niem.: Österreichische Olympia-Medaille) – dwa austriackie odznaczenia państwowe o takiej samej skróconej nazwie, ustanowione w 1964 i 1976 dla nagrodzenia osób mających zasługi w organizacji Igrzysk Olimpijskich w Austrii.

## Historia
Jednostopniowe odznaczenie, noszące pełną nazwę Medal za Zasługi w Przygotowaniu i Przeprowadzeniu IX Zimowych Igrzysk Olimpijskich Innsbruck 1964 (Medaille für Verdienste um die Vorbereitung und Durchführung der IX. Olympischen Winterspiele Innsbruck 1964), zostało ustanowione ustawą federalną z 24 lipca 1964. Do otrzymania medalu były uprawnione osoby, które przez swoją publiczną lub prywatną pracę, wykonywały prace społeczne związane z przygotowaniem i przeprowadzeniem IX Zimowych Igrzysk Olimpijskich Innsbruck 1964 i przyczyniły się do promocji Republiki Austrii. Wzór odznaczenia i sposób noszenia zostały ustanowione rozporządzeniem rządu federalnego z 15 września 1964.
Podobne odznaczenie, noszące pełną nazwę Medal za Zasługi w Przygotowaniu i Przeprowadzeniu XII Zimowych Igrzysk Olimpijskich Innsbruck 1976 (Medaille für Verdienste um die Vorbereitung und Durchführung der XII. Olympischen Winterspiele Innsbruck 1976), zostało ustanowione ustawą federalną z 6 maja 1976. Do otrzymania medalu były uprawnione osoby, które przez swoją publiczną lub prywatną pracę, wykonywały prace społeczne związane z przygotowaniem i przeprowadzeniem XII Zimowych Igrzysk Olimpijskich Innsbruck 1976 i przyczyniły się do promocji Republiki Austrii. Wzór odznaczenia i sposób noszenia zostały ustanowione rozporządzeniem rządu federalnego z 12 lipca 1976.

## Insygnia
Oznaką odznaczenia z 1964 jest posrebrzany medal o średnicy 35 mm. Na awersie znajduje się symbol Igrzysk Olimpijskich – pięć kół olimpijskich. Wzdłuż krawędzi okala je napis „IX. OLYMPISCHE WINTERSPIELE INNSBRUCK 1964” („IX ZIMOWE IGRZYSKA OLIMPIJSKIE INNSBRUCK 1964”) w części górnej, a poniżej „FÜR VERDIENSTE” („ZA ZASŁUGI”). Na rewersie znajduje się orzeł – godło Austrii (Bundesadler). Medal jest zawieszony na białej wstążce o szerokości 40 mm złożonej w trójkąt z 12 mm paskiem pośrodku w kolorze czerwono-biało-czerwonym (po 4 mm) i wąskimi czerwonymi paskami o szerokości 1 mm przy krawędziach.
Oznaką odznaczenia z 1976 jest posrebrzany medal o średnicy 35 mm. Na awersie, w dolnej części, znajduje się symbol Igrzysk Olimpijskich – pięć kół olimpijskich. Powyżej znajdują się dwa znicze olimpijskie, a z ich boków liczby „19” i „76”. Wzdłuż krawędzi okala to napis „XII. OLYMPISCHE WINTERSPIELE INNSBRUCK” („XII ZIMOWE IGRZYSKA OLIMPIJSKIE INNSBRUCK”) w części górnej, a poniżej „FÜR VERDIENSTE” („ZA ZASŁUGI”). Na rewersie znajduje się orzeł – godło Austrii (Bundesadler). Medal jest zawieszony na białej wstążce o szerokości 40 mm złożonej w trójkąt z 12 mm paskiem pośrodku w kolorze czerwono-biało-czerwonym (po 4 mm) i 5 wąskimi paskami o łącznej szerokości 5 mm w kolorach kół olimpijskich przy każdej krawędzi (od krawędzi kolejno: niebieski, czarny, czerwony, żółty i zielony).
Odznaczenia te nosi się po Srebrnym Medalu za Zasługi dla Republiki Austrii i zajmują ostatnie miejsce wśród odznaczeń państwowych (federalnych). Po nich są noszone odznaczenia wojskowe nadawane przez ministra obrony narodowej. Najwyższym takim odznaczeniem jest Medal Uznania Wojskowego.